# Joachim Frederik af Slesvig-Holsten-Sønderborg-Plön
Joachim Frederik, hertug af Slesvig-Holsten-Sønderborg(-Nordborg)-Plön (9. maj 1668 i Magdeburg – 25. januar 1722 på Plön Slot) var en af de mange afdelte sønderborgske hertuger.
Han var søn af hertug August af Slesvig-Holsten-Sønderborg-Nordborg og Elisabeth Charlotte af Anhalt-Harzgerode og fødtes i Magdeburg, hvor hans fader var guvernør. Han uddannedes i de militære videnskaber og tjente alt 1688 som generalmajor under prins Vilhelm af Oranien. Efter faderens død 1699 arvede han Nordborg med gårdene på Als, medens den yngre broder Christian Carl fik Søbygård på Ærø. Da denne imidlertid indgik et ustandsmæssigt ægteskab, formåede Joachim Frederik ham til ved forlig af 24. november 1702 at give afkald på sin arv, så længe hans (Joachim Frederiks) mandlige linje var til. Ved hovedlinjens afgang 1706 arvede han endvidere Plön, hvor han fra nu af residerede. Han var en ødsel fyrste, der efterlod stor gæld, skønt han utilbørlig havde forøget sine undersåtters skattebyrde. Død 25. januar 1722 uden sønner.
Han var to gange gift: 1. gang med Magdalene Juliane af Pfalz-Birkenfeld (1686-1720), datter af pfalzgrev Johan Karl af Pfalz-Birkenfeld-Gelnhausen (1686-1720), 2. gang med Juliane Louise af Østfrisland (1698-1740), datter af fyrst Christian Eberhard af Østfrisland (1665-1708).

## Eksterne links
- Hans den Yngres efterkommere